# Alexander Madiebo
Alexander Madiebo (* 29. April 1932 in Awka; † 3. Juni 2022 in Lagos) war ein Generalmajor der Republik Biafra und militärischer Befehlshaber der Streitkräfte Biafras.

## Militärische Laufbahn

### Ausbildung und erste Verwendungen
Nach seiner Grundschulausbildung an der Saint Matthew’s Primary School in Amawbia erhielt Madiebo eine höhere Ausbildung im Offiziersanwärterkorps am Government College Umuahia in Umuahia und trat danach im Mai 1954 als Offizieranwärter in die Nigerianischen Streitkräfte ein.
Er absolvierte seine ersten Ausbildungen in Ghana an der Regular Officers Special Training School in Teshie aus der später die Ghana Military Academy hervorging und im britischen Officer Cadet Training Unit (OCTU Eaton Hall) der Mons Officer Cadet School. Danach war Madiebo an der Royal Military Academy Sandhurst und wurde 1956 in den nigeriansichen Streitkräften zum Second Lieutenant befördert. Im Jahr 1960 und mit der Unabhängigkeit Nigerias erfolgte seine Beföderung zum Leutnant und ab diesem Zeitpunkt war er bis 1962 Aide-de-camp des späteren nigerianischen Staatspräsienten Nnamdi Azikiwe. Danach wurde Madiebo ab 1962 als Kommandant einer Aufklärungsstaffel, als Adjutant im 3. Bataillon der 2. Division (Mechanisierte Infanterie) in Ibadan und später im Rahmen der Operation der Vereinten Nationen in Kongo eingesetzt.

### Dienst als Stabsoffizier
Bis 1964 besuchte Madiebo weitere Offizierslehrgänge in Großbritannien und den USA und wurde nach seiner Rückkehr nach Nigeria Kommandeur des Artillerieregiments der 1. Division (Mechanisierte Infanterie) in Kaduna.
Nach dem Militärputsch durch Chukwuma Kaduna Nzeogwu im Januar 1966 spielte er eine wichtige Rolle bei der Beendigung des Putsches sowie der Kapitulation von Nzeogwu gegenüber General Johnson Aguiyi-Ironsi und bei dem Versuch den wenige Monate später folgenden Gegenputsch im Juli zu verhindern.

### Dienst als General
Als Folge der beiden Putsche brach mit der Überquerung des Niger sowie der biafranischen Grenze nahe Asaba durch nigerianische Truppen am 6. Juli 1967 der Biafra-Krieg aus, bei dem Madiebo als kommandierender General der Streitkräfte Biafras eingesetzt wurde.

## Späteres Leben
Nach Ende des Biafra-Kriegs ging er mit seiner Familie und mit Chukwuemeka Odumegwu Ojukwu, dem damaligen Präsidenten und Oberbefehlshaber der Streitkräfte Biafras ins Exil in die Elfenbeinküste. Dort schrieb Madiebo das Buch The Nigerian Revolution and the Biafran War, das 1980 erschien und 2022 mit einem zusätzlichen Kapitel über die Folgen des Biafra-Kriegs erneut aufgelegt wurde.
Madiebo war verheiratet und hatte vier Kinder. Er wurde an seinem Landhaus in Umuokpu, seinem Geburtsort in Awka, beigesetzt.

## Auszeichnungen
- Distinguished Service Medal Biafra[1]